# Pływanie na Letnich Igrzyskach Olimpijskich 1936 – 100 m stylem grzbietowym mężczyzn
100 m stylem grzbietowym mężczyzn – jedna z konkurencji pływackich rozgrywanych podczas XI Igrzysk Olimpijskich w Berlinie. Eliminacje odbyły się 12 sierpnia, półfinały 13 sierpnia, a finał 14 sierpnia 1936 roku.
Złoty medal zdobył Amerykanin Adolph Kiefer, który na każdym etapie konkurencji ustanawiał rekordy olimpijskie. W finale uzyskał czas 1:05,9 i wyprzedził swojego rodaka Ala Vande Weghena o prawie dwie sekundy. Broniący tytułu mistrza olimpijskiego Japończyk Masaji Kiyokawa został wyprzedzony przez Vande Weghena na ostatniej długości basenu i ostatecznie wywalczył brąz.

## Rekordy
Przed zawodami rekord świata i rekord olimpijski wyglądały następująco:
| Rekord            | Zawodnik      | Czas   | Miejsce   | Data             |       |
| ----------------- | ------------- | ------ | --------- | ---------------- | ----- |
| Rekord świata     | Adolph Kiefer | 1:04,8 | Detroit   | 18 stycznia 1936 | [ 1 ] |
| Rekord olimpijski | George Kojac  | 1:08,2 | Amsterdam | 9 sierpnia 1928  | [ 2 ] |

W trakcie zawodów ustanowiono następujące rekordy:
| Data        | Etap konkurencji | Zawodnik      | Czas   | Rekord |
| ----------- | ---------------- | ------------- | ------ | ------ |
| 12 sierpnia | eliminacje       | Adolph Kiefer | 1:06,9 | OR     |
| 13 sierpnia | półfinał 1       | Adolph Kiefer | 1:06,8 | OR     |
| 14 sierpnia | finał            | Adolph Kiefer | 1:05,9 | OR     |

## Wyniki

### Eliminacje
Do półfinałów awansowało trzech najlepszych zawodników z każdego wyścigu oraz najszybszy z pływaków, którzy zajęli czwarte miejsca.
Wyścig eliminacyjny 1
| Miejsce | Zawodnik        | Państwo           | Czas   | Uwagi |
| ------- | --------------- | ----------------- | ------ | ----- |
| 1.      | Adolph Kiefer   | Stany Zjednoczone | 1:06,9 | Q,    |
| 2.      | Masaji Kiyokawa | Japonia           | 1:07,2 | Q     |
| 3.      | Hans Schwarz    | III Rzesza        | 1:11,0 | Q     |
| 4.      | Elemér Gombos   | Węgry             | 1:12,4 |       |
| 5.      | Jack Middleton  | Wielka Brytania   | 1:15,0 |       |
| 6.      | Benvenuto Nunes | Brazylia          | 1:16,9 |       |

Wyścig eliminacyjny 2
| Miejsce | Zawodnik             | Państwo           | Czas   | Uwagi |
| ------- | -------------------- | ----------------- | ------ | ----- |
| 1.      | Taylor Drysdale      | Stany Zjednoczone | 1:09,0 | Q     |
| 2.      | Heinz Schlauch       | III Rzesza        | 1:10,1 | Q     |
| 3.      | Draško Vilfan        | Jugosławia        | 1:11,7 | Q     |
| 4.      | Stans Scheffer       | Holandia          | 1:13,6 |       |
| 5.      | Árpád Lengyel        | Węgry             | 1:15,2 |       |
| 6.      | Munroe Bourne        | Kanada            | 1:17,2 |       |
| 7.      | Antônio Amaral Filho | Brazylia          | 1:21,0 |       |

Wyścig eliminacyjny 3
| Miejsce | Zawodnik           | Państwo           | Czas   | Uwagi |
| ------- | ------------------ | ----------------- | ------ | ----- |
| 1.      | Yasuhiko Kojima    | Japonia           | 1:09,7 | Q     |
| 2.      | Albert Vande Weghe | Stany Zjednoczone | 1:10,6 | Q     |
| 3.      | Nils Christiansen  | Filipiny          | 1:11,5 | Q     |
| 4.      | Erwin Simon        | III Rzesza        | 1:11,7 | q     |
| 5.      | György Erdélyi     | Węgry             | 1:14,7 |       |
| 6.      | Marcel Neumann     | Luksemburg        | 1:18,8 |       |

Wyścig eliminacyjny 4
| Miejsce | Zawodnik           | Państwo         | Czas   | Uwagi |
| ------- | ------------------ | --------------- | ------ | ----- |
| 1.      | Jack Besford       | Wielka Brytania | 1:12,0 | Q     |
| 2.      | Gordon Kerr        | Kanada          | 1:12,9 | Q     |
| 3.      | Björn Borg         | Szwecja         | 1:15,2 | Q     |
| 4.      | Boris Roolaid      | Estonia         | 1:21,1 |       |
| 5.      | Emmanouil Mallidis | Grecja          | 1:21,5 |       |

Wyścig eliminacyjny 5
| Miejsce | Zawodnik            | Państwo   | Czas   | Uwagi |
| ------- | ------------------- | --------- | ------ | ----- |
| 1.      | Kiichi Yoshida      | Japonia   | 1:10,0 | Q     |
| 2.      | Percy Oliver        | Australia | 1:10,2 | Q     |
| 3.      | Piet Metman         | Holandia  | 1:13,7 | Q     |
| 4.      | Ademar Caballero    | Brazylia  | 1:17,0 |       |
| 5.      | Børge Bæth          | Dania     | 1:17,3 |       |
| 6.      | Alfonso Casasempere | Chile     | 1:21,0 |       |

### Półfinały
Do finału awansowało trzech najlepszych zawodników z każdego półfinału oraz szybszy z pływaków, którzy zajęli czwarte miejsca.
Półfinał 1
| Miejsce | Zawodnik           | Państwo           | Czas   | Uwagi |
| ------- | ------------------ | ----------------- | ------ | ----- |
| 1.      | Adolph Kiefer      | Stany Zjednoczone | 1:06,8 | Q,    |
| 2.      | Albert Vande Weghe | Stany Zjednoczone | 1:08,6 | Q     |
| 3.      | Percy Oliver       | Australia         | 1:09,4 | Q     |
| 4.      | Kiichi Yoshida     | Japonia           | 1:09,5 | q     |
| 5.      | Nils Christiansen  | Filipiny          | 1:11,1 |       |
| 6.      | Erwin Simon        | III Rzesza        | 1:11,7 |       |
| 7.      | Hans Schwarz       | III Rzesza        | 1:11,8 |       |
| 8.      | Björn Borg         | Szwecja           | 1:16,3 |       |

Półfinał 2
| Miejsce | Zawodnik        | Państwo           | Czas   | Uwagi |
| ------- | --------------- | ----------------- | ------ | ----- |
| 1.      | Taylor Drysdale | Stany Zjednoczone | 1:08,6 | Q     |
| 2.      | Masaji Kiyokawa | Japonia           | 1:09,7 | Q     |
| 3.      | Yasuhiko Kojima | Japonia           | 1:09,9 | Q     |
| 4.      | Heinz Schlauch  | III Rzesza        | 1:10,8 |       |
| 5.      | Gordon Kerr     | Kanada            | 1:11,2 |       |
| 6.      | Draško Vilfan   | Jugosławia        | 1:13,3 |       |
| 7.      | Jack Besford    | Wielka Brytania   | 1:13,6 |       |
| 8.      | Piet Metman     | Holandia          | 1:14,1 |       |

### Finał
| Miejsce | Zawodnik           | Państwo           | Czas   | Uwagi |
| ------- | ------------------ | ----------------- | ------ | ----- |
| 1 !     | Adolph Kiefer      | Stany Zjednoczone | 1:05,9 | OR    |
| 2 !     | Albert Vande Weghe | Stany Zjednoczone | 1:07,7 |       |
| 3 !     | Masaji Kiyokawa    | Japonia           | 1:08,4 |       |
| 4.      | Taylor Drysdale    | Stany Zjednoczone | 1:09,4 |       |
| 5.      | Kiichi Yoshida     | Japonia           | 1:09,7 |       |
| 6.      | Yasuhiko Kojima    | Japonia           | 1:10,4 |       |
| 7.      | Percy Oliver       | Australia         | 1:10,7 |       |